# Liévin-Bonaventure Proyart
L'abbé Liévin-Bonaventure Proyart est un écrivain et religieux français catholique, monarchiste, contre-révolutionnaire et antimaçonnique né le 13 février 1743, à Douchy-lès-Ayette et mort à Arras le 23 mars 1808. Il est connu comme biographe de Maximilien de Robespierre.

## Biographie
Né le 13 février 1743, à Douchy-lès-Ayette, village du canton actuel de Croisilles, à 14 kilomètres d'Arras, il étudie au collège de Saint-Quentin puis au séminaire de Saint-Louis à Paris, il embrasse l'état ecclésiastique et se consacre à l'enseignement, devenant sous-principal du collège Louis-le-Grand, délégué aux boursiers d'Arras, où il a pour élève Maximilien de Robespierre. De là, il passe au collège du Puy-en-Velay en qualité de principal. 
Rappelé dans le diocèse d'Arras par l'évêque, Mgr de Conzié, il émigre à la Révolution, passant en Belgique puis en Allemagne. Résidant chez le prince de Hohenlohe-Bartenstein, en Franconie, il en devient le conseiller ecclésiastique. 
De retour en France sous le Consulat, après la promulgation du Concordat, il se retire à Saint-Germain-en-Laye, où il achève un ouvrage intitulé : Louis XVI et ses vertus aux prises avec la perversité de son siècle, publié en 1808, dans lequel il exprime son attachement pour Louis XVI et la famille des Bourbons et son horreur de la Révolution et de la philosophie. L'ouvrage est interdit et son auteur emprisonné à Bicêtre. Il y demeure peu de temps, avant d'être conduit à Arras, où il meurt, à son arrivée, le 23 mars 1808,,,.
En rédigeant la biographie du Dauphin, fils de Louis XV, et celle de Stanislas Leszczynski, il voulut administrer la preuve de la vérité de la religion chrétienne et de la supériorité du système monarchique par le tableau des vertus de ces deux princes.

## Œuvres
- L'Écolier vertueux, ou Vie édifiante de Décalogne, écolier de l'université de Paris, 1772.
- Le Modèle des jeunes gens, ou Vie de Souzi le Pelletier, 1772.
- Histoire de Loango, Kakongo et autres royaumes d’Afrique, 1776.
- Vie du Dauphin, père de Louis XVI, 1777.
- De l'Éducation publique et des moyens d'en réaliser la réforme, 1781.
- Vie du Dauphin, père de Louis XV, 1782.
- Histoire de Stanislas, roi de Pologne, duc de Lorraine et de Bar, 1784.
- Discours à lire au Conseil, en présence du Roi, par un ministre patriote, sur le projet d'accorder l'État Civil aux Protestants (comprenant les discours de Jacques-Julien Bonnaud, Alexandre Charles Anne Lenfant et Liévin-Bonaventure Proyart), 1787, 312 pages
- Vie de M. de la Mothe d’Orléans, évêque d'Amiens, 1788.
- Préservatif pour ma famille contre les dangers du schisme, Paris, Imprimerie de Laurens jeune, 1792, 37 pages
- Aux citoyens francais, assemblées en Convention-nationale a Paris, 1792.
- Vie de la reine de France, Marie Lesksinska, princesse de Pologne, Bruxelles, Le Charlier, 1794
- Vie et crimes de Robespierre surnommé le Tyran, depuis sa naissance jusqu'à sa mort (sous le nom de Le Blond de Neuvéglise, colonel d'infanterie légère), Augsbourg, 1795.
- Louis XVI détrôné avant d'être roi, ou Tableau des causes nécessitantes de la Révolution française et de l'ébranlement de tous les trônes ; faisant partie intégrante d'une Vie de Louis XVI qui suivra, Mannheim, Fontaine, 1800, 531 pages ; Paris, 1803, 492 pages.
- Louis XVI et ses vertus aux prises avec la perversité de son siècle, 1808.
- Vie de Madame Louise de France : religieuse carmélite, fille de Louis XV, Rusand, 1808.
- Œuvres complètes de l'abbé Proyart, Méquignon, 1819.